# ارتم کوزلوف (بازیکن فوتبال، زاده ۱۹۹۲)
ارتم کوزلوف (اوکراینی: Артем Андрійович Козлов؛ زادهٔ ۱۲ اوت ۱۹۹۲) بازیکن فوتبال اهل اوکراین است.
از باشگاه‌هایی که در آن بازی کرده‌است می‌توان به باشگاه فوتبال زاریا بالتی و باشگاه فوتبال فورسکلا پولتاوا اشاره کرد.
وی همچنین در تیم ملی فوتبال Ukraine-18 بازی کرده‌است.